# Кристинка (гульден)
Кристинка — назва німецьких гульденів, що згадана в актових джерелах українських земель II половини XVII—XVIII ст.ст. Карбувалися за Циннаївською монетною стопою, запровадженою 1667 р., згідно з якою 1 гульден дорівнював 2/3 лічильного талера (чи 4/7 реального рейхсталера), а згодом — за Лейпцизькою монетною стопою 1690 р., за якою 1 гульден дорівнював 2/3 лічильного талера (чи 1/2 реального рейхсталера).
Протягом 1687—1691 рр. курс кристинки становив у Львові 120 грошів мідними шелягами — боратинками.